# Fehér egyrétűtapló
A fehér egyrétűtapló (Trametes trogii) a likacsosgombafélék családjába tartozó, Eurázsiában és Észak-Amerikában honos, lombos fák (főleg nyár) elhalt törzsén élő, nem ehető gombafaj. 

## Megjelenése
A fehér egyrétűtapló termőteste 8-12 cm széles és 5-6 cm hosszú, legyező vagy kagyló alakú, konzolos; szélesen az aljzathoz nőtt; ritkán az aljzaton félig-meddig bevonatként elterülő. Felszíne szőrös-sörtés, a szőrök fehéresek vagy okkerbarnásak; sugarasan ráncolt. Széle fiatalon lekerekített, idősen éles. Színe fehéres, szürkésokkeres vagy barnás, idősen gyakran algáktól zöld; néha zónázott.
Alsó termőrétege pórusos szerkezetű, egyrétegű. A kerek vagy szögletes, idősen megnyúlt pórusok nagyok (1-2/mm), 8-10 mm hosszúak, szájuk egyenetlen, fogszerűen nyúlványos. Színe krémokker, gyakran rózsás árnyalattal.
Húsa kemény, fás. Színe fehéres vagy krémszínű, nincs benne fekete réteg. Szaga és íze nem jellegzetes. 
Spórapora fehér. Spórája hengeres vagy elliptikus, sima, mérete 7-11 x 3-3,5 µm.

### Hasonló fajok
Nagyon hasonlít hozzá a barna húsú barna egyrétűtapló. Összetéveszthető még az őztaplóval vagy a borostás egyrétűtaplóval is.

## Elterjedése és termőhelye
Eurázsiában és Észak-Amerikában honos. Magyarországon gyakori. 
Leginkább elhalt nyárfák (ritkábban fűz, juhar, nyír, bükk, szil, tölgy) törzsén található meg, azok anyagában fehérkorhadást okoz. A termőtest évelő, egész évben látható.  

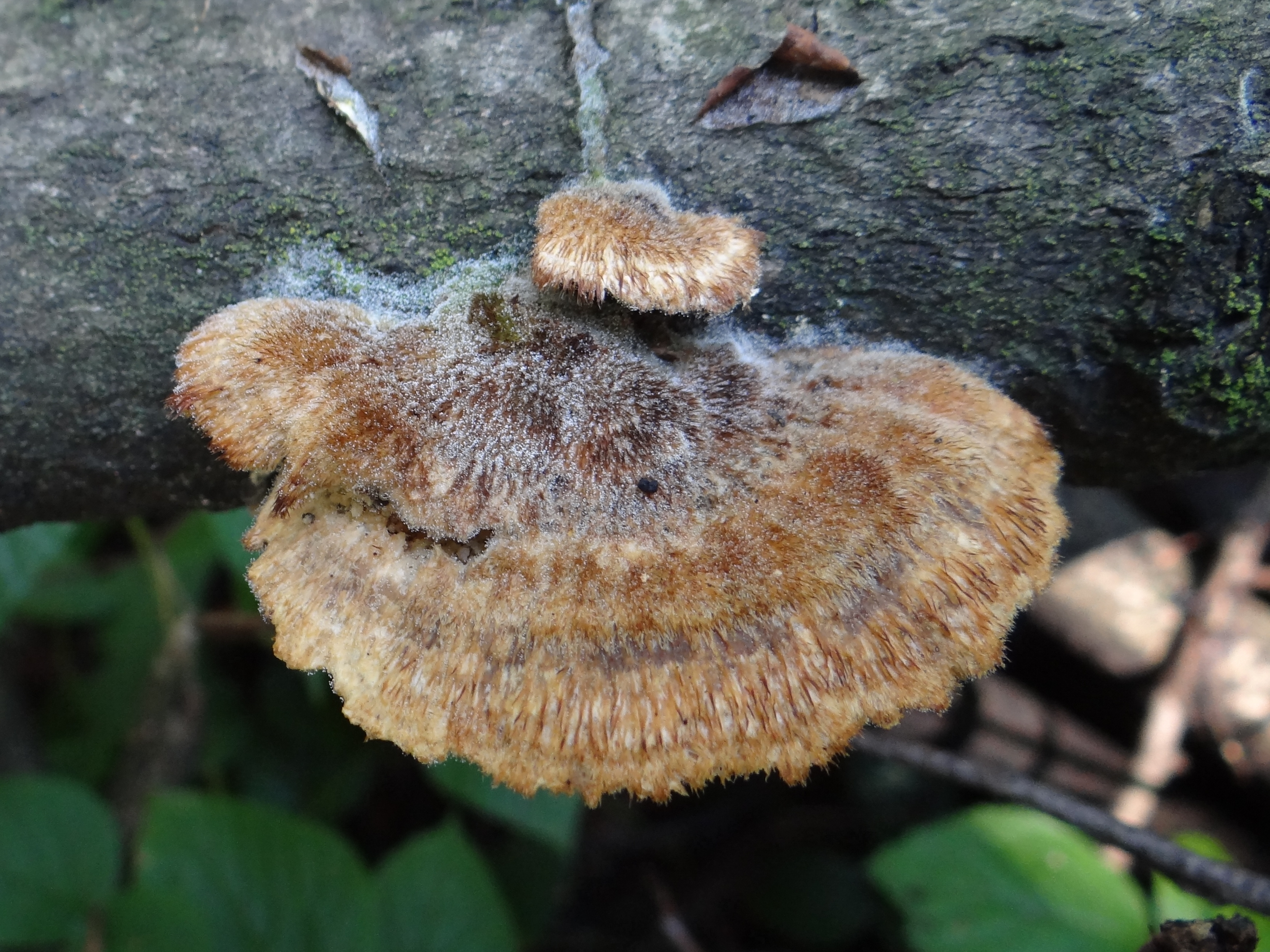
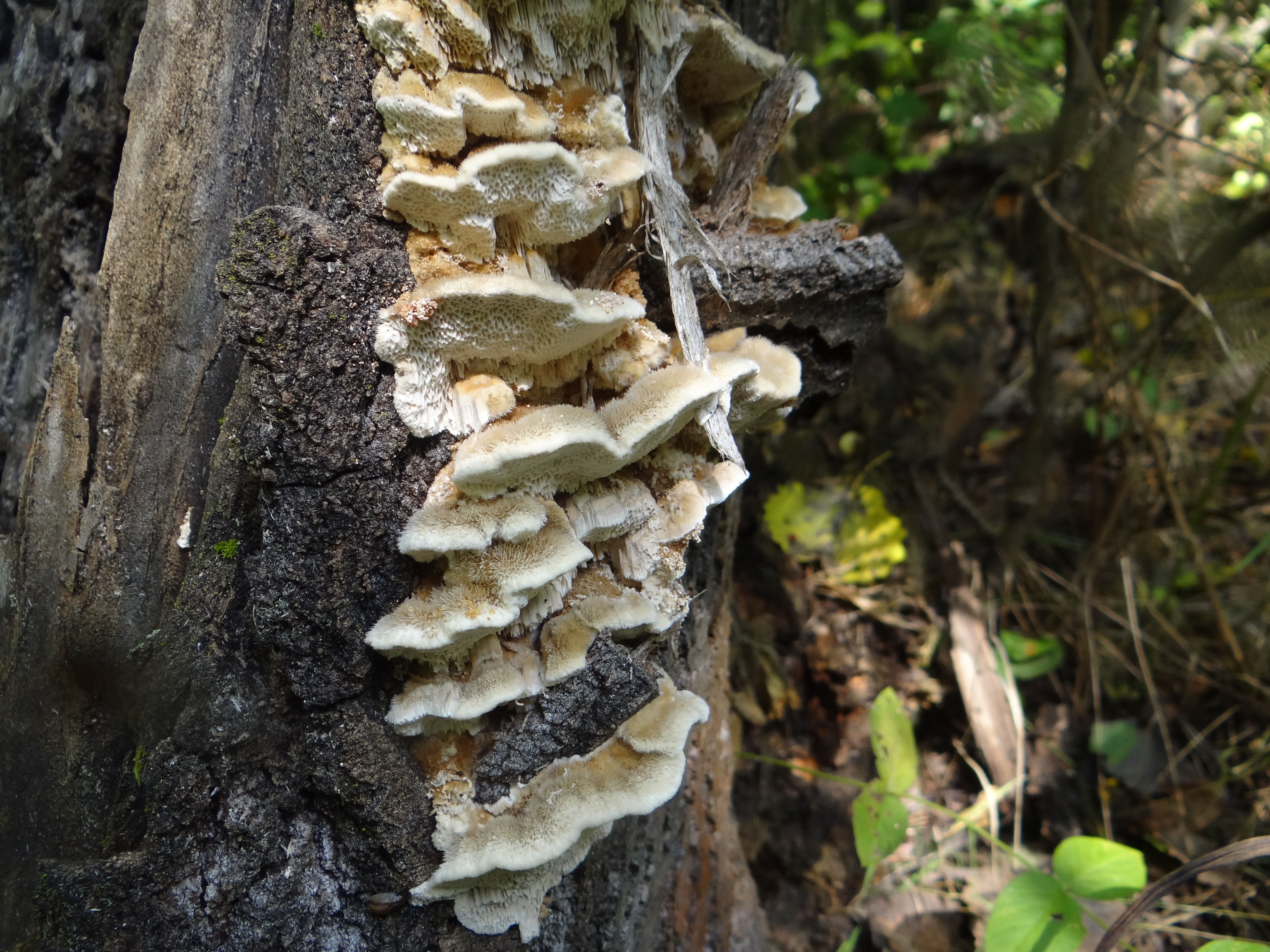
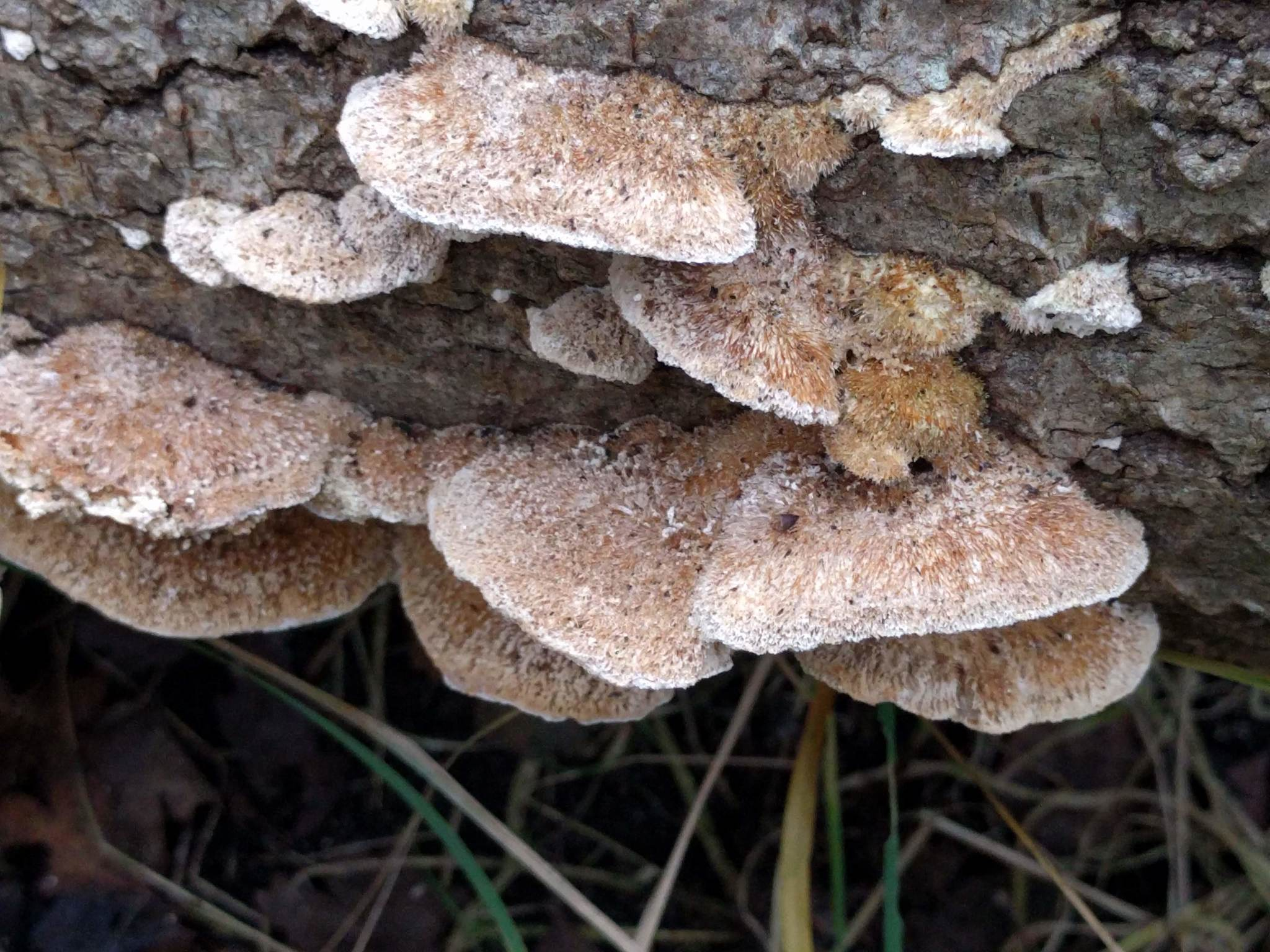
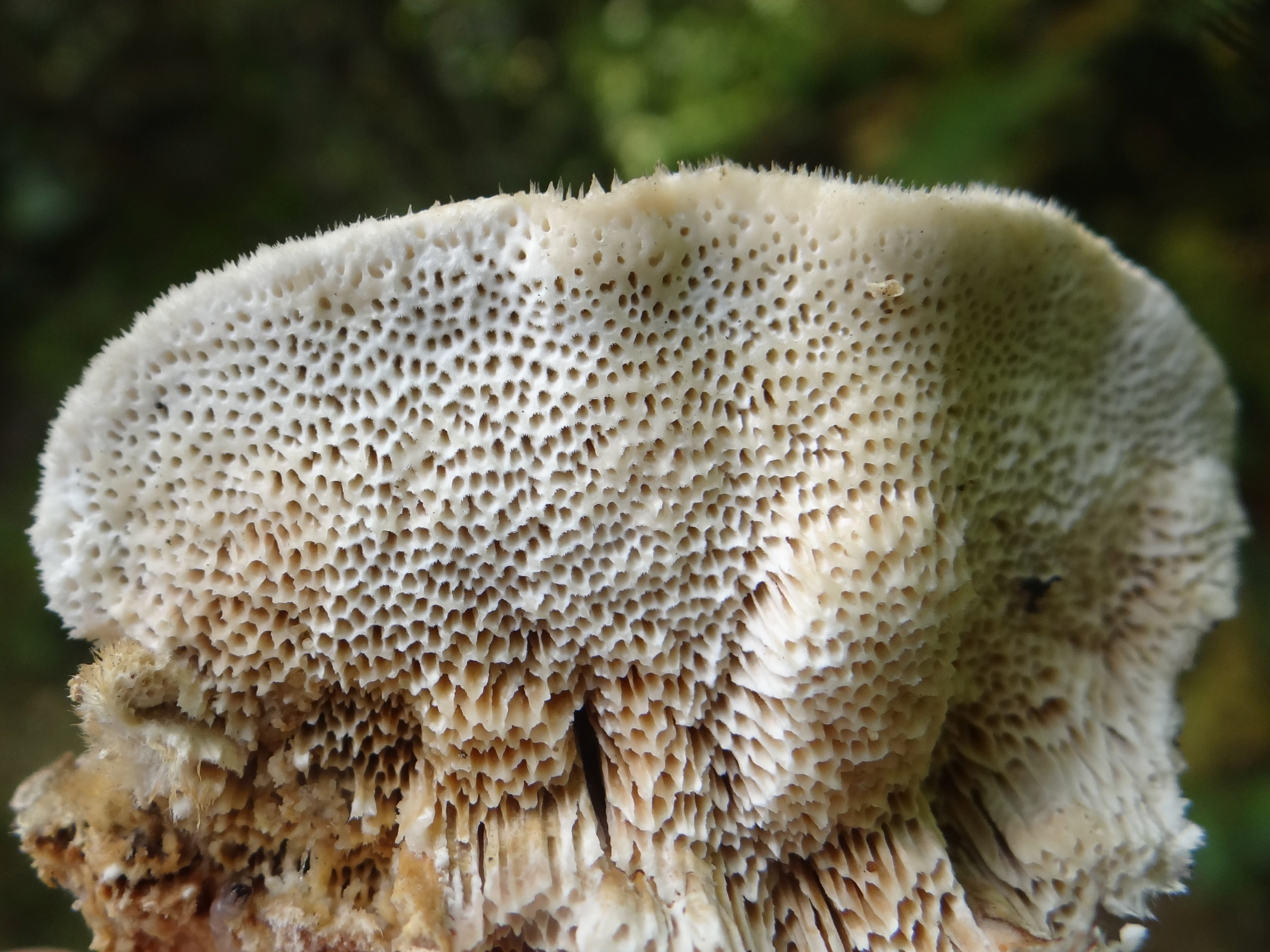
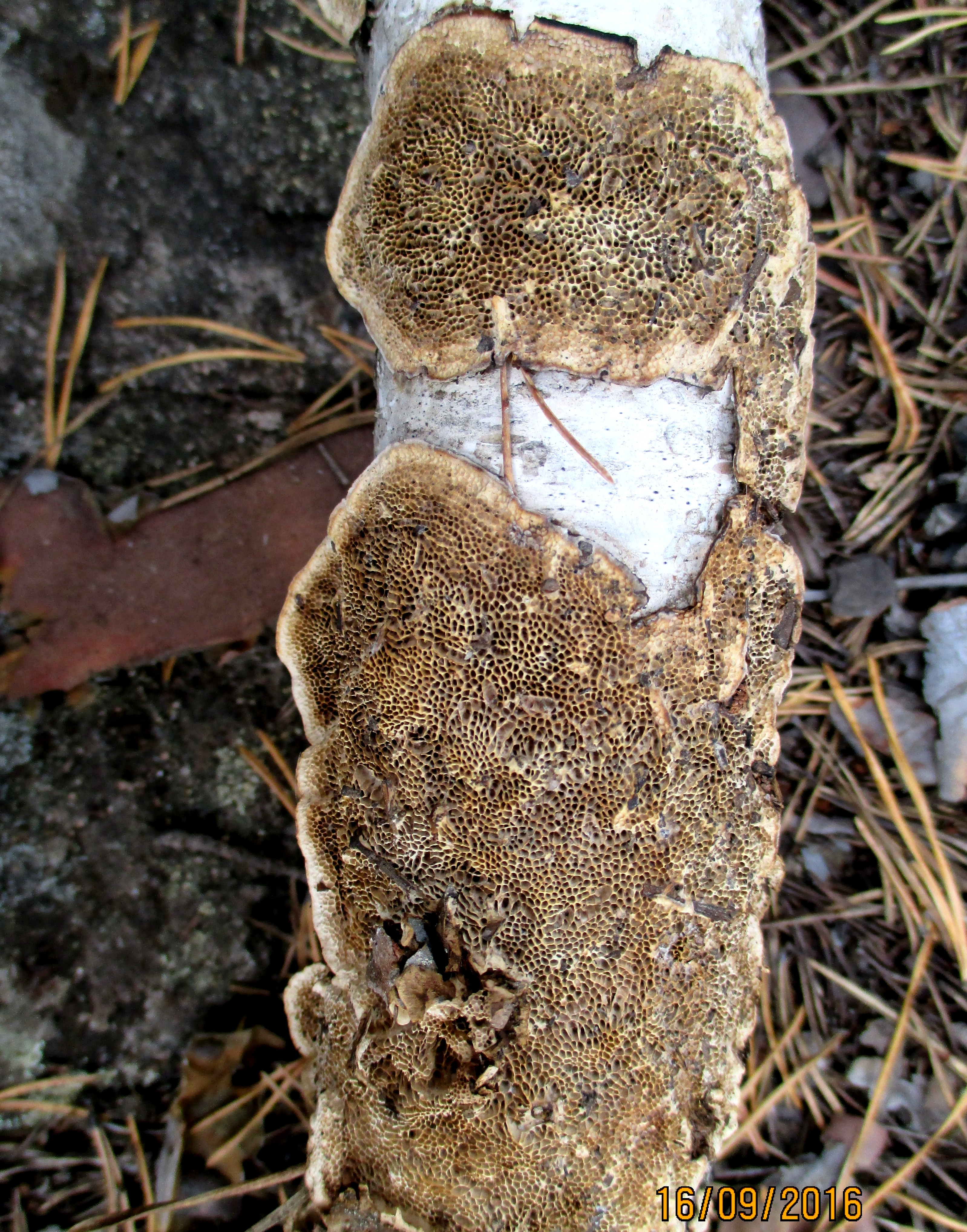

Nem ehető. 